# Wegwielrennen op de Paralympische Zomerspelen 2020 - Wegwedstrijd mannen B
De wegwedstrijd mannen B bij het wegwielrennen tijdens de XVIe Paralympische Zomerspelen, vond plaats op de Fuji Speedway een racecircuit in de Japanse prefectuur Shizuoka.

## Uitslag
| #      | renners                                           | renners | tijd    | tijd  |
| ------ | ------------------------------------------------- | ------- | ------- | ----- |
| Goud   | Vincent ter Schure Timo Fransen piloot            | NED     | 2:59:13 |       |
| Zilver | Tristan Bangma Patrick Bos piloot                 | NED     | 3:05:01 | +5:48 |
| Brons  | Alexandre Lloveras Corentin Ermenault piloot      | FRA     | 3:06:14 | +7:01 |
| 4      | Christian Venge Balboa Noel Martín Infante piloot | ESP     | 3:07:25 | +8:12 |
| 5      | Adolfo Bellido Guerrero Eloy Teruel piloot        | ESP     | 3:09:03 | +9:50 |
| 6      | Maximiliano Gómez Sebastián José Tolosa piloot    | ARG     |         | Lap   |
| 7      | Milan Petrovic Goran Šmelcerović piloot           | SRB     |         | Lap   |
| 8      | Robert Ocelka Gergely Nagy piloot                 | HUN     |         | Lap   |
|        | Martin Gordon Éamonn Byrne piloot                 | IRL     | DNF     | DNF   |
|        | Stephen Bate Adam Duggleby piloot                 | GBR     | DNS     | DNS   |